# Chartreuse

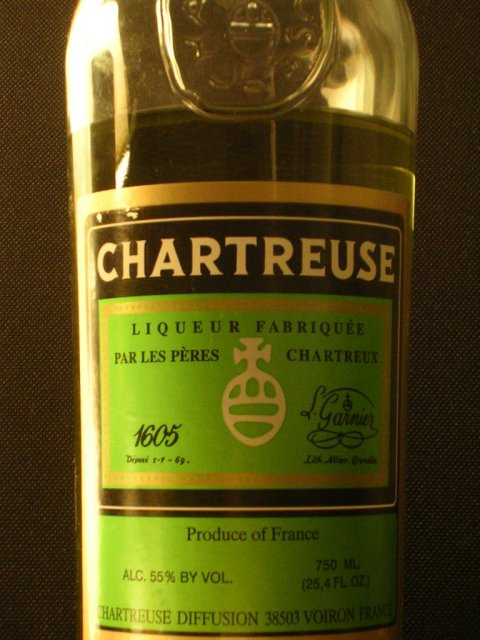
Butelka Chartreuse

Chartreuse – francuski likier oparty na destylacie winnym i ekstraktach ze 130 różnych ziół. Jego nazwa pochodzi od klasztoru kartuzów La Grande Chartreuse w okolicach Grenoble.
Istnieją dwa podstawowe typy likieru Chartreuse:
- Zielony Chartreuse (55% obj. alkoholu)
- Żółty Chartreuse (43% obj. alkoholu)

Oprócz tego produkowane są jeszcze:
- Chartreuse VEP
- Liqueur du 9ème Centenaire
- Chartreuse 1605